# St. Katharina (Heinsberg)

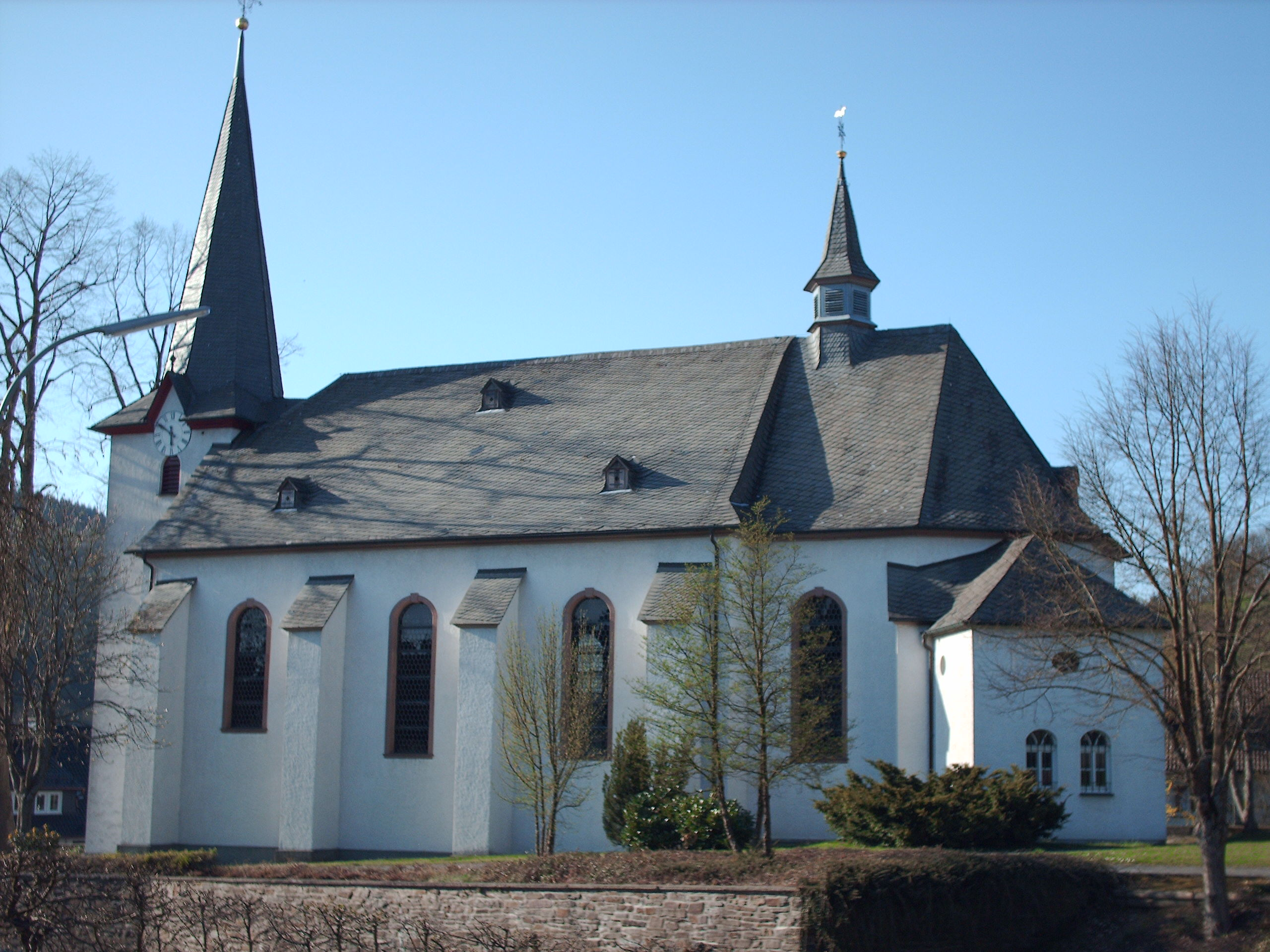
St. Katharina

Die katholische Pfarrkirche St. Katharina ist ein denkmalgeschütztes Kirchengebäude in Heinsberg, einem Dorf der Gemeinde Kirchhundem, im Kreis Olpe, in Nordrhein-Westfalen.

## Geschichte und Architektur
Erstmals wurde eine Kapelle im 15. Jahrhundert urkundlich im Dorf erwähnt. Die Gemeinde wurde 1628 von der Mutterkirche abgepfarrt und ist seitdem selbständige Pfarrei. 
Das Gebäude wurde von 1767 bis 1974 als Schiff von drei schmalen kreuzgewölbten Jochen errichtet. Der Chor ist rechteckjochig, eingezogen und hat einen 3/6-Schluss. Die Fenster sind lang und rundbogig. Der kleine vorspringende Turm stammt wohl von einer Vorgängerkirche aus der Mitte des 17. Jahrhunderts. 
1974 wurde die Kirche grundlegend restauriert. Die ursprünglichen Farbfassungen wurden wiederhergestellt. Die den Kirchplatz umgebende Mauer wurde 1976 abgerissen. Bei einer Innenrenovierung im Jahr 2013 wurden die Elektroinstallationen und die Heizung erneuert. Außerdem wurden neue Fliesen verlegt und der Anstrich wurde erneuert. Die Sitzbänke wurden gekürzt, so dass etwa 40 Plätze wegfielen. Insgesamt wurden 450.000 Euro investiert.

## Ausstattung
Die Ausstattung stammt hauptsächlich aus der Erbauungszeit der Kirche. Sie ist im ländlichen Rokoko mit Anklängen des beginnenden Klassizismus gehalten. Einige ältere Figuren wurden 1952 neu gefasst.
- Ein Hochaltar zeigt den Hl. Josef mit seinem Ziehsohn Jesus, sowie den Hl. Franziskus mit dem Kreuz. Im mittleren Bereich ist die Hl. Katharina, die Schutzpatronin der Kirche, dargestellt. Sie ist erkenntlich an dem Schwert und dem zerbrochenen Rad.
- Die Kanzel mit den Evangelisten stammt aus den Anfängen des 18. Jahrhunderts.[3][4]

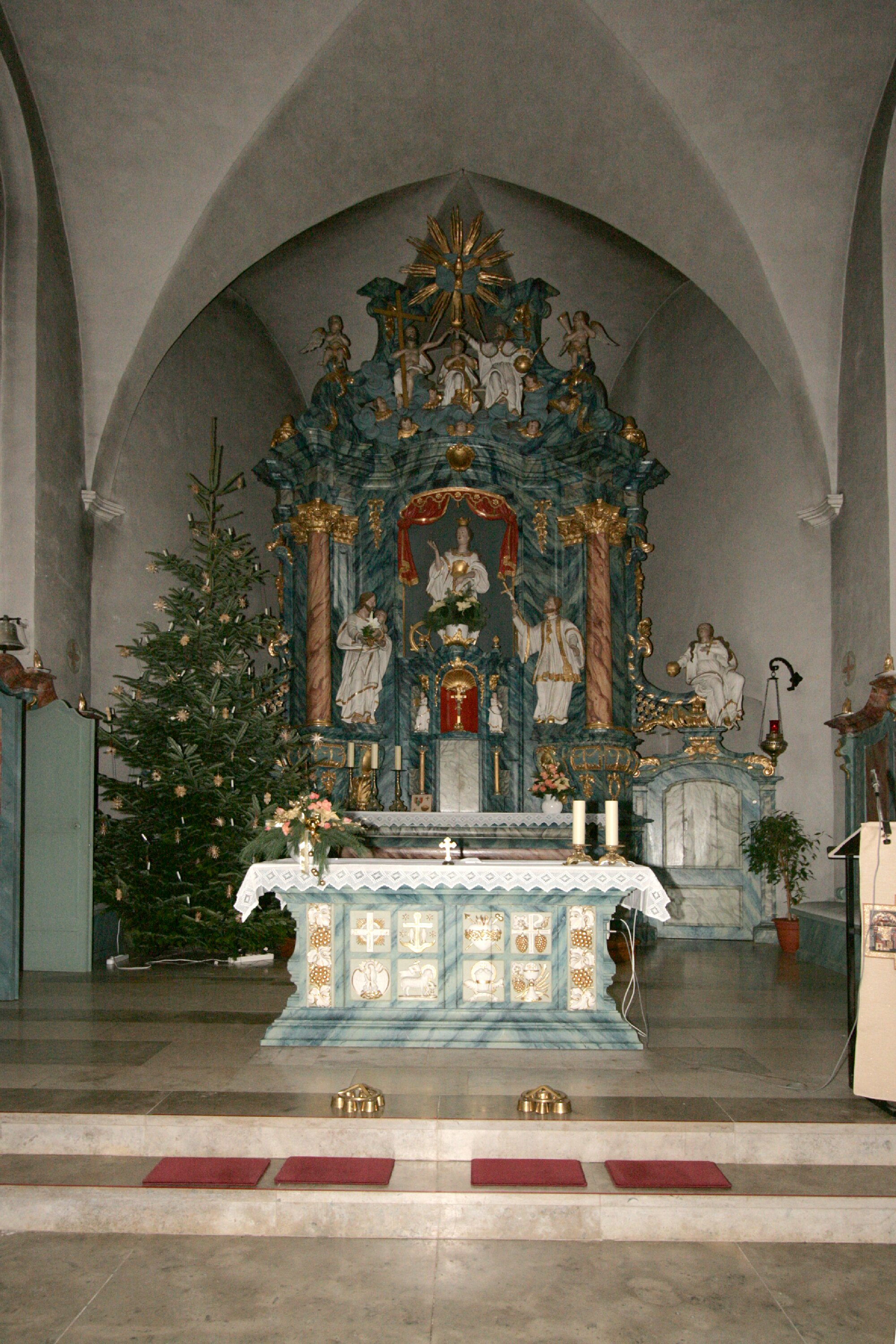
Blick auf den Altar
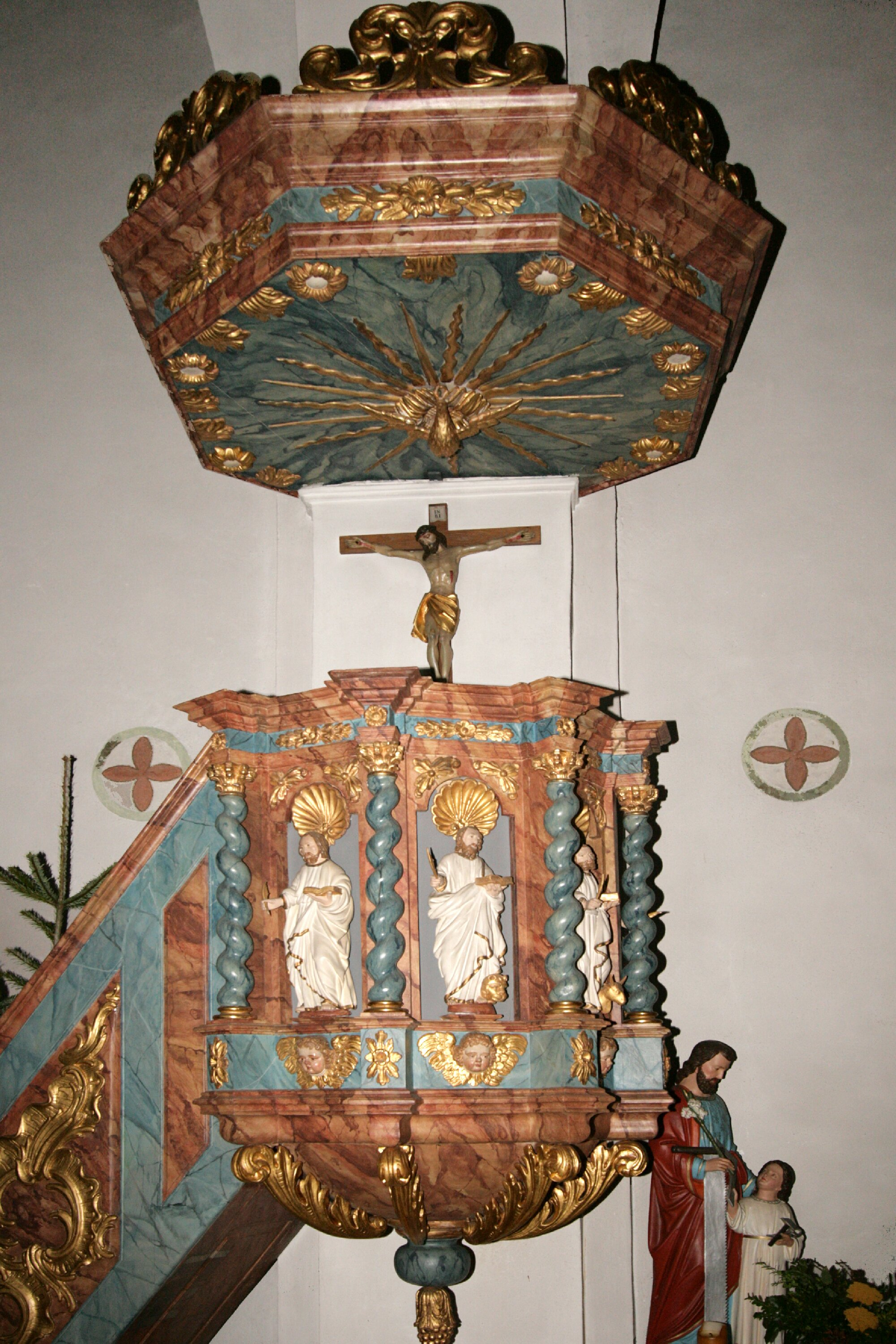
Kanzel
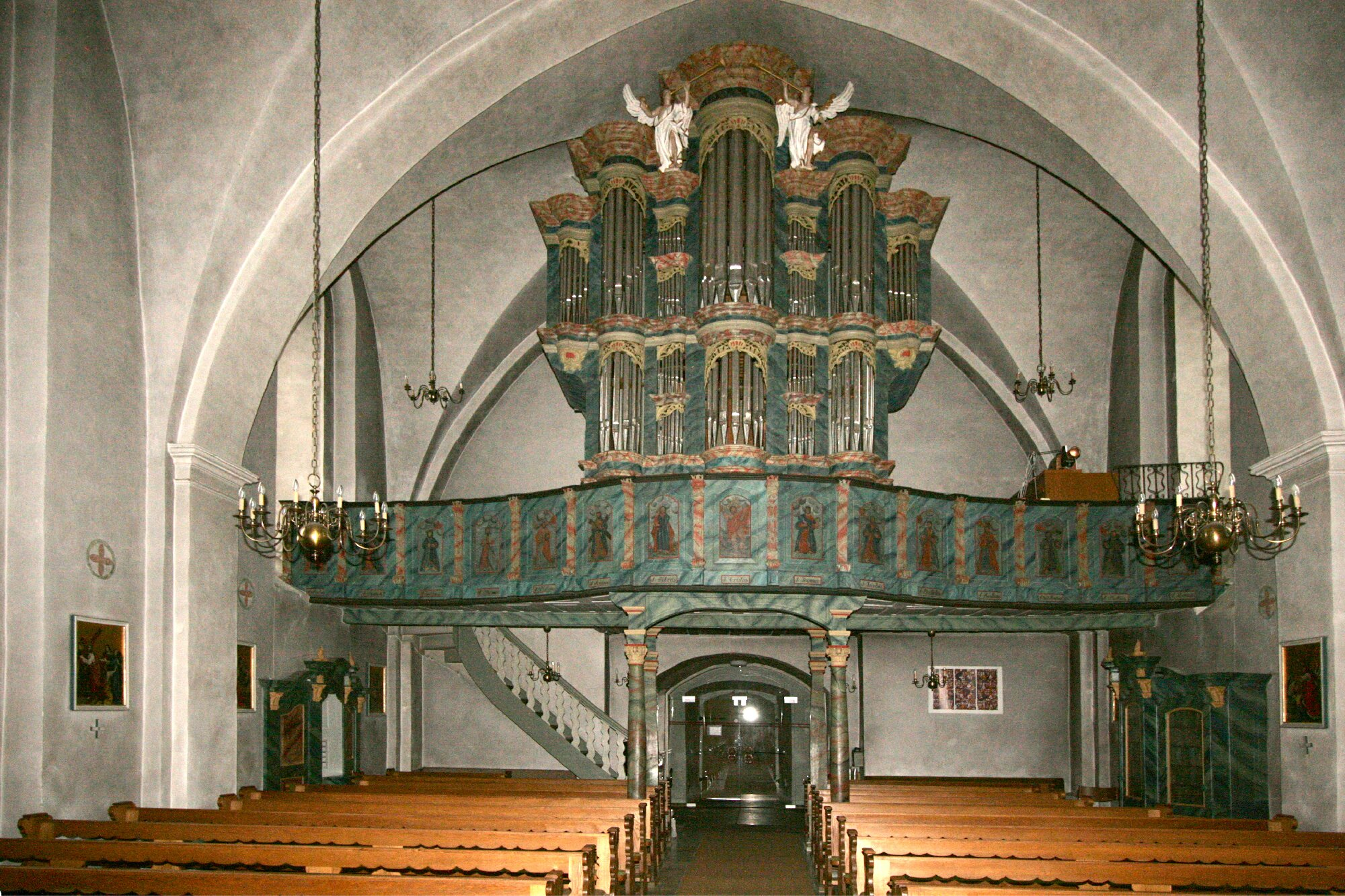
Blick auf die Orgel